# Zagajnowo (wieś w rejonie troickim)
Zagajnowo (ros. Загайново) – wieś (sieło) w Rosji, w Kraju Ałtajskim, w rejonie troickim. W 2021 liczyła 279 mieszkańców.